# Ceratioidea
Super-famille
Les Ceratioidea ou Ceratioïdes sont une superfamille de poissons abyssaux de l'ordre des Lophiiformes.

## Distribution
Les membres de cette superfamille se rencontrent dans tous les océans, à des profondeurs supérieures à 300 m.

## Description
Ces poissons présentent un dimorphisme sexuel extrême avec des mâles très petits (généralement entre 6 et 10 mm) et des femelles géantes, parfois plus de soixante fois plus grandes que les mâles et pesant un demi-million de fois plus. Les mâles ne présentent pas le leurre caractéristique de ces espèces mais possèdent de grandes yeux et narines. Ces dernières servent notamment à la détection des phéromones dégagées par les femelles.
Les femelles présentent une forme très arrondie, presque sphérique dans plusieurs familles, et une tête représentant 40 % de la longueur du corps (seulement 25 % pour les espèces de forme allongée).

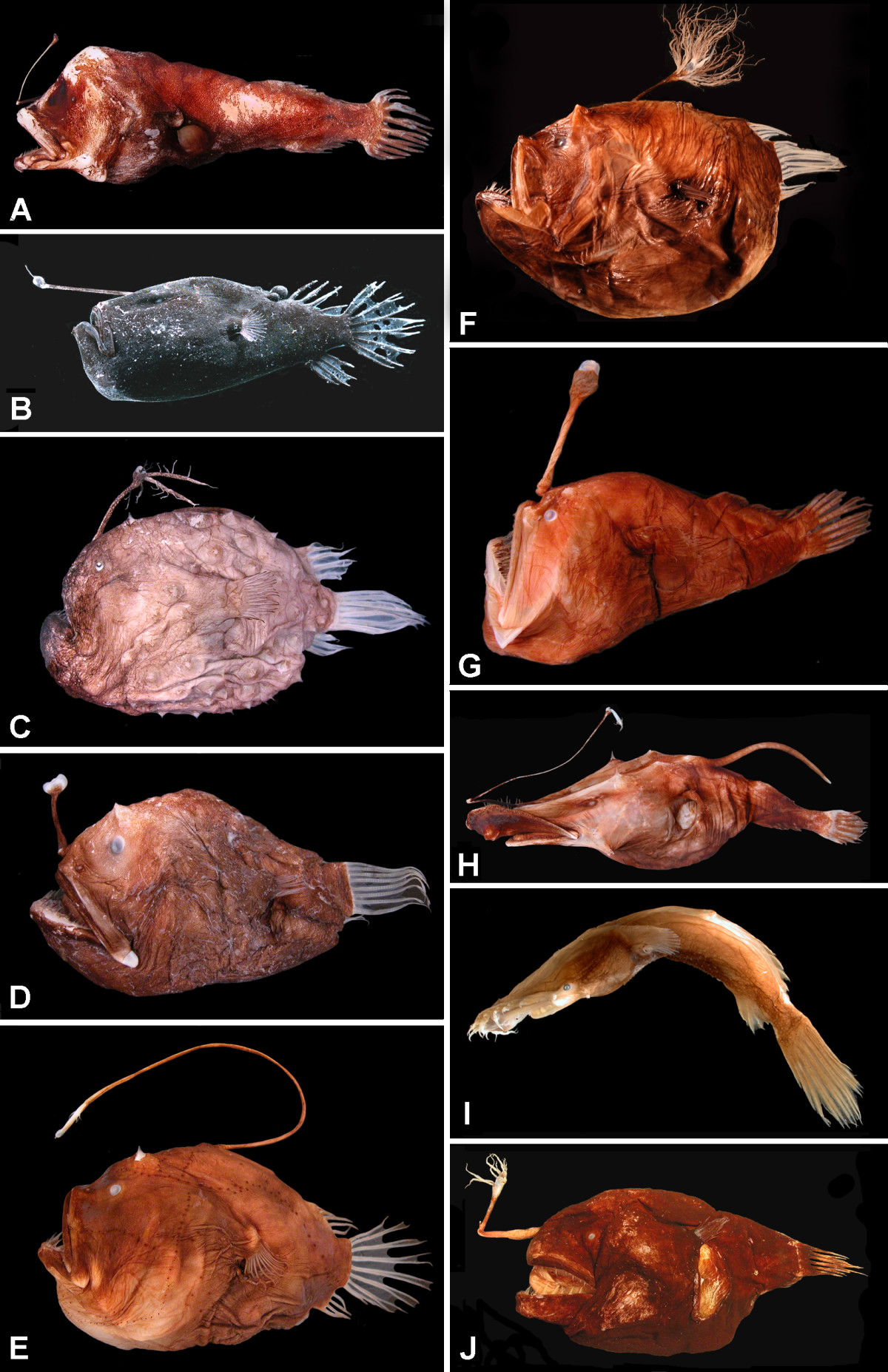
Quelques représentants des Ceratioïdes

## Liste des familles
Selon ITIS (24 avr. 2010) :
- famille des Caulophrynidae
- famille des Centrophrynidae
- famille des Ceratiidae
- famille des Diceratiidae
- famille des Gigantactinidae
- famille des Himantolophidae
- famille des Linophrynidae
- famille des Melanocetidae
- famille des Neoceratiidae
- famille des Oneirodidae
- famille des Thaumatichthyidae